# 橙色志願者
橙色志願者(英語：Orange Volunteers或簡稱OV)， 是位於北愛爾蘭的北愛親英分子及基督教基要主義的準軍事部隊。

## 起源
橙色志願者在1998年的德拉姆克里衝突中出現，但有證據表明，他們早在1985年一直在積極招募和培訓人員。該小組被認為不贊成北愛爾蘭和平進程及在橙带党中較為激進的成員。

## 活動
他們主要攻擊在北愛的天主教教堂及商業設施。

## 外部連結
- BBC: The Search for Peace 1 （页面存档备份，存于）
- BBC: The Search for Peace 2 （页面存档备份，存于）
- National Consortium for Study of Terrorism and Responses to Terrorism profile[永久]
- Scottish Loyalists